# 东明文庙
东明文庙，位于山东省菏泽市东明县中山东街，是中华人民共和国山东省文物保护单位之一。
2006年12月7日，授予山东省文物保护单位，是一座古建筑。